# هوب ديفيس
هوب ديفيس (بالإنجليزية: Hope Davis)‏ ممثلة أمريكية من مواليد 23 مارس 1964, حاصلة على جائزة دائرة نقاد أفلام نيويورك 2003 عن دورها في فيلم العظمة الأمريكية.

## روابط خارجية
- هوب ديفيس على موقع IMDb (الإنجليزية)
- هوب ديفيس على موقع روتن توميتوز (الإنجليزية)
- هوب ديفيس على موقع ألو سيني (الفرنسية)
- هوب ديفيس على موقع ميوزك برينز (الإنجليزية)
- هوب ديفيس على موقع أول موفي (الإنجليزية)
- هوب ديفيس على موقع قاعدة بيانات برودواي على الإنترنت (الإنجليزية)
- هوب ديفيس على موقع قاعدة بيانات الأفلام السويدية (السويدية)
- هوب ديفيس على موقع إن إن دي بي (الإنجليزية)
- هوب ديفيس على موقع قاعدة بيانات الفيلم (الإنجليزية)
- هوب ديفيس على موقع كينوبويسك (الروسية)